# Антоний (Попович)
Епископ Антоний (в миру Антон Сергеевич Попович; род. 31 октября 1986, Калинин) — архиерей Соборной православной апостольской церкви (СПАЦ) и Независимого совещания Православной российской церкви, епископ Сочинский и Южно-Российский. С 2021 года  является первоприсутствующим епископом в Независимом совещании Православной российской церкви.

## Биография
Родился 31 октября 1986 года в городе Калинине (ныне Тверь) в семье военнослужащего. В 1993 году поступил в гимназию № 26 Якутска, после 2 класса переведен в общеобразовательную школу № 33 (по месту жительства). Обучался в военно-патриотическом классе. После окончания 11 классов в 2003 году поступил в Дальневосточный юридический институт Министерства Внутренних Дел Российской Федерации.
В 2007 году был призван в ряды Российской армии, в войсковую часть 45114 в посёлке Тикси.

### В Русской православной церкви
В 2008 после окончания срока срочной службы поступил в Якутское духовное училище и нёс послушание иподиакона.
В 2009 году вступил в брак.
По окончании духовного училища, с 1 сентября 2010 года обучался в Московской духовной семинарии.

11 сентября 2010 за Всенощным бдением в Преображенском кафедральном соборе поставлен во чтеца, 12 сентября за Божественной Литургией епископом РПЦ Якутским и Ленским Илией (Быковым) хиротонисан во диакона, 27 сентября в день праздника Воздвижения креста Господня рукоположен в сан иерея. Местом служения определён Казанский храм города Нерюнгри. С 1 октября 2010 года назначен настоятелем прихода и благочинным Нерюнгринского благочиния.
В 2011 году был награжден правом ношения камилавки и наперсного креста.
В октябре 2011 года епископом Якутским и Ленским Романом (Лукиным) переведён настоятелем в храм Новомучеников и Исповедников Российских в город Алдан и возглавил новообразованное Алданское благочиние.
13 марта 2013 года епископом Якутским и Ленским Романом назначен на должность председателя Епархиального отдела религиозного образования и катехизации Якутской и Ленской епархии с освобождением от ранее занимаемых должностей и переведён в кафедральный Преображенский собор штатным клириком. В этот период занимался окормлением малообеспеченных и наркозависимых в городе Якутске и организует приют, в этот же период начинает служение в хосписе посёлка Кангалассы (микрорайон Якутска).
24 сентября 2014 года епископом Якутским и Ленским назначен благочинным Северного округа с сохранением прежде возложенных послушаний. В это время активно участвовал в миссионерских поездках среди малочисленных народов Севера.
12 мая 2016 года был почислен за штат согласно поданному прошению с временным запретом в служении.
18 мая 2016 переехал в Сочи. С 2016 по 2018 год работал управляющим одного из спортивных центров Сочи.

### В других церквах
25 марта 2018 года принят согласно прошению о принятии под омофор Архиерейского синода Апостольской православной церкви (АС АПЦ) епископом Коломенским и Крутицким Симеоном (Южаковым).
29 апреля 2018 года, после оформления и подготовки проекта духовной семинарии, возведён в сан протоиерея.
31 октября 2018 года на Соборе в Москве за Божественной Литургией представителями Соборной апостольской православной церкви и Православной российской церкви (ПРЦ) хиротонисан во епископа Сочинского и Южно-Российского. Хиротонию совершили епископ Крутицкий и Коломенский Симеон (Южаков) (СПАЦ), епископ Петергофский Димитрий (Игнатов) (СПАЦ), митрополит Тверской и Кашинский Агапит (Зимаев) (ПРЦ) и архиепископ Алексий (Кириархис) (ПРЦ).
С 24 января 2021 года является первоприсутствующим епископом в Независимом совещании Православной российской церкви.
В июне 2022 года совместно с древлеправославным епископом Керженским Сергием (Камышниковым) принял участие в хиротонии епископа Сухумского Андрея Касуева.

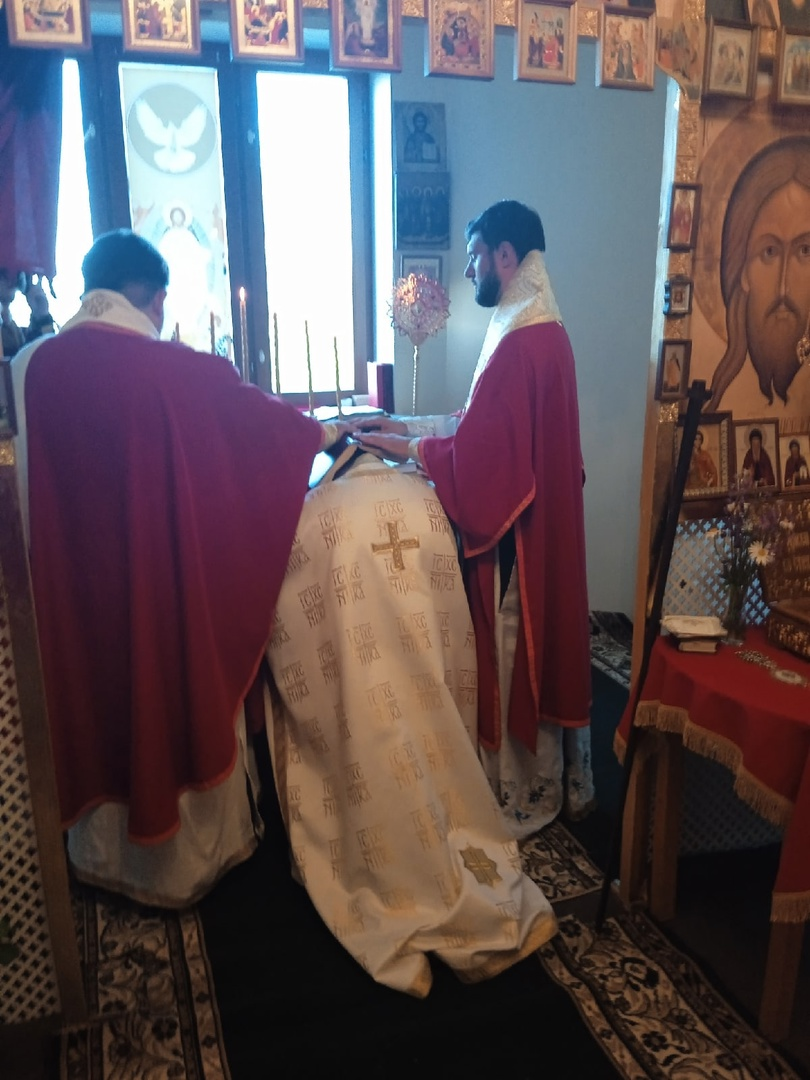

В настоящее время является активным видеоблогером, продвигающим идеи малых христианских групп, сохраняющих апостольское преемство и литургическую традицию. 